# Milk & Honey (israelische Band)
Milk & Honey war eine dreiköpfige israelische Popgruppe. Europaweit bekannt wurde sie 1979, als sie zusammen mit der Sängerin Gali Atari mit dem Song Hallelujah den Eurovision Song Contest gewann.

## Werdegang
Zuvor hatte die Band das Hebrew Song & Chorus Festival für sich entschieden, das Israel als nationale Vorentscheidung für den Song Contest diente. Vor heimischem Publikum in Jerusalem setzte sich ihr Titel dann auch gegen die europäische Konkurrenz durch, und Milk & Honey holten nach Izhar Cohen mit A-Ba-Ni-Bi den zweiten israelischen Sieg beim Song Contest in Folge.
Nach diesem Erfolg entstand in Zusammenarbeit mit Atari ein gemeinsames Album, das halb in hebräischer, halb in englischer Sprache aufgenommen wurde. 1980 folgte – ohne Atari, dafür nun mit der Sängerin Leah Lupatin – das Album 2, das nur noch in Israel veröffentlicht wurde. Die Single Electric Money erschien dagegen unter anderem auch in Deutschland und den Niederlanden. Lupatin hatte ebenfalls bereits Eurovisionserfahrung gesammelt: 1976 war sie Teil der Frauentrios Chocolate Menta Mastik gewesen, das mit Emor Shalom den sechsten Platz belegt hatte.
1981 nahmen Milk & Honey erneut beim israelischen Vorentscheid – dem ersten Kdam Eurovision – teil. Mit Serenada erreichten sie einen vierten Platz unter zwölf Teilnehmern. 1989 versuchte es die Gruppe ein letztes Mal, landete aber mit Ani ma'amin unter erneut zwölf Teilnehmern nur auf Rang acht.
1995 erschien eine Greatest-Hits-Sammlung in Israel.

## Mitglieder
- Reuven Gvirtz
- Yehuda Tamir
- Shmulik Bilu (†)